# Reviczky István
Reviczky István (Ógyalla, 1884. december 25. – Malmö, 1954. augusztus 14.) diplomata, a politikatudományok doktora.

## Életpályája
1908-ban tartalékos hadnaggyá nevezték ki. 1909-ben belépett az osztrák külszolgálatba, ahol gyakornokként a marseille-i és milánói főkonzulátuson dolgozott. 1910-ben Bukarestben, 1911-ben Nagy-Britanniában, 1912-ben Belgrádban, 1913-ban Izmirben, 1914-ben Alexandriában volt konzuli attasé. 1914–1918 között katonai szolgálatot teljesített az első világháborúban. 1919-ben – az Osztrák–Magyar Monarchia felbomlása után – a magyar Külügyminisztériumban dolgozott. 1919–1921 között a belgrádi követségen dolgozott. 1921–1922 között a prágai követségen tevékenykedett. 1922–1924 között magyar főkonzul volt Krakkóban. 1924–1925 között a Külügyminisztérium gazdaságpolitikai osztályának tisztviselője volt. 1925–1926 között São Pauloban, 1927–1935 között, valamint 1939–1945 között Triesztben volt konzul. 1935–1939 között Bécsben volt konzul.

## Családja
Szülei Reviczky Károly és Weisswasser Lujza voltak. 1930. június 10-én, Budapesten házasságot kötött Fáy Erzsébettel (1901–1970).

## Fordítás
- Ez a szócikk részben vagy egészben  az   István Reviczky című lengyel Wikipédia-szócikk ezen változatának fordításán alapul.  Az eredeti cikk szerkesztőit annak laptörténete sorolja fel. Ez a jelzés csupán a megfogalmazás eredetét és a szerzői jogokat jelzi, nem szolgál a cikkben szereplő információk forrásmegjelöléseként.